# 神島硬皮鰕虎
神島硬皮鰕虎（学名：Callogobius tanegasimae），又名種子島美鰕虎魚，为鰕虎科硬皮鰕虎魚屬下的一个种。